# 森内寛樹
森内 寛樹（もりうち ひろき、1994年〈平成6年〉1月25日 - ）は、日本のミュージシャン。ロックバンド・MY FIRST STORYのボーカリスト・Hiroとしても活動している。東京都出身。
父は歌手の森進一、母は元歌手の森昌子、兄は歌手のTaka（森内貴寛）、妻は女優・ファッションモデル・タレントの山本舞香。

## 略歴
- 2011年8月、ロックバンド『MY FIRST STORY』結成。Hiro名義でボーカルとして活動[4]。
- 2020年11月21日放送のテレビ番組『まつもtoなかい〜マッチングな夜〜』（フジテレビ）で父である森進一と親子初共演[1]。父とのトークの他、父の楽曲の『襟裳岬』を歌い、Twitterでは「#Hiro」のハッシュタグが世界トレンドにチャートインした[1]。
- 2020年11月、自らがクリエイティブディレクターを務めるファッションブランド「RULE THE FATE」を立ち上げる[5]。
- 2021年1月20日にカバーアルバム『Sing;est』をリリースし、ユニバーサルミュージックからメジャーソロデビューを果たす[1][6]。
- 2024年10月13日、女優の山本舞香と結婚したことを発表した[7]。

## 人物
- 父親は森進一、母親は森昌子。兄が2人おり[8]、長兄は元NEWS・現ONE OK ROCKのTaka（森内貴寛）である[9]。小学生時代の一時期にジャニーズ事務所に所属していた[10]。
- 中学高校の時は友達も少なく、いじめられていた思い出の方が多かった。本人は「学校っていう社会が全て過ぎて、そういう時は本当にどこにも逃げ場がないんですよね」と当時を振り返っている[11]。

## 出演

### バラエティ番組
- HITOSHI MATSUMOTO presents ドキュメンタル（2022年、Amazonプライム・ビデオ） - シーズン11出演[12]

### CM
- キリンビール「キリン一番搾り 糖質ゼロ」『これが私のおいしいビール 森進一 Hiro MY FIRST STORY』 篇 （2021年12月2日 - ） - 親子共演・WEBムービー[13]

### イベント
- RULE THE FATE pre. SAVAGE COLLECTION RUNWAY（2021年10月31日）[14][15]

### MV
- ちゃんみな「TOKYO 4AM」（2022年）[16]

## ディスコグラフィー

### カバーアルバム
|     | 発売日        | タイトル | 規格 | 規格品番                                                     | 最高位 |
| --- | ------------- | -------- | ---- | ------------------------------------------------------------ | ------ |
| 1st | 2021年1月20日 | Sing;est | CD   | UMCK-1662（通常盤） PDCS-1913（UNIVERSAL MUSIC STORE限定盤） | 7位    |

### 参加作品
| 2021年9月6日  | 「BAD COMMUNICATION」 「狂騒」       | パチンコ『Pデビルマン～疾風迅雷～』挿入曲 | Hiro from MY FIRST STORY ☓ PABLO          |
| 2024年3月29日 | 「運命と Struggle」「I promise you」 | スマホゲーム『アスタータタリクス』劇中歌  | ryo(supercell) feat. Hiro(MY FIRST STORY) |

### 動画
1. ↑  “ryo (supercell) feat. Hiro (MY FIRST STORY) 【運命と Struggle】劇中歌紹介ティザーPV”.   YouTube. 2023年7月6日閲覧。
2. ↑  “ryo (supercell) feat. Hiro (MY FIRST STORY) (I promise you】劇中歌紹介ティザーPV”.   YouTube. 2023年7月6日閲覧。